# Leoš Svárovský
Leoš Svárovský (* 17. května 1961 v Jablonci nad Nisou) je český dirigent a hudební pedagog.
Nejprve studoval na konzervatoři hru na flétnu, později pokračoval se studiem hry na flétnu i na pražské AMU, kde také začal studovat dirigování. Po absolutoriu školy začínal jako asistent u šéfa Opery Národního divadla v Praze pana Zdeňka Košlera a působil jako dirigent Komorní opery v Praze. Později byl ve funkci šéfdirigenta u Janáčkovy filharmonie Ostrava, Státní filharmonie Brno, šéfdirigenta slovenského symfonického orchestru Sinfonietta v Žilině a šéfdirigenta Komorní filharmonie Pardubice. V současné době je šéfdirigentem Aichi Central Symphony Orchestra Nagoya. Je také stálým hostujícím dirigentem Slovenské filharmonie.
Dále spolupracuje se známými orchestry jako je jsou SOČR, PKF, Filharmonie Bohuslava Martinů, Česká filharmonie, Orchestre de Pays de la Lorraine Metz, Staatskapelle Dresden, Symfonický orchestr P. I. Čajkovského.
Na svém kontě má několik desítek CD disků s nahrávkami pro firmu Supraphon. Dirigování vyučoval krátce na JAMU, nyní je pedagogem dirigování i na pražské AMU.

## Ocenění
- 2. cena na mezinárodní soutěži flétnistů v italské Anconě
- cena rektora pražské AMU při závěru studia
- čestné občanství amerického města San Bernardino